# Казанское военное училище

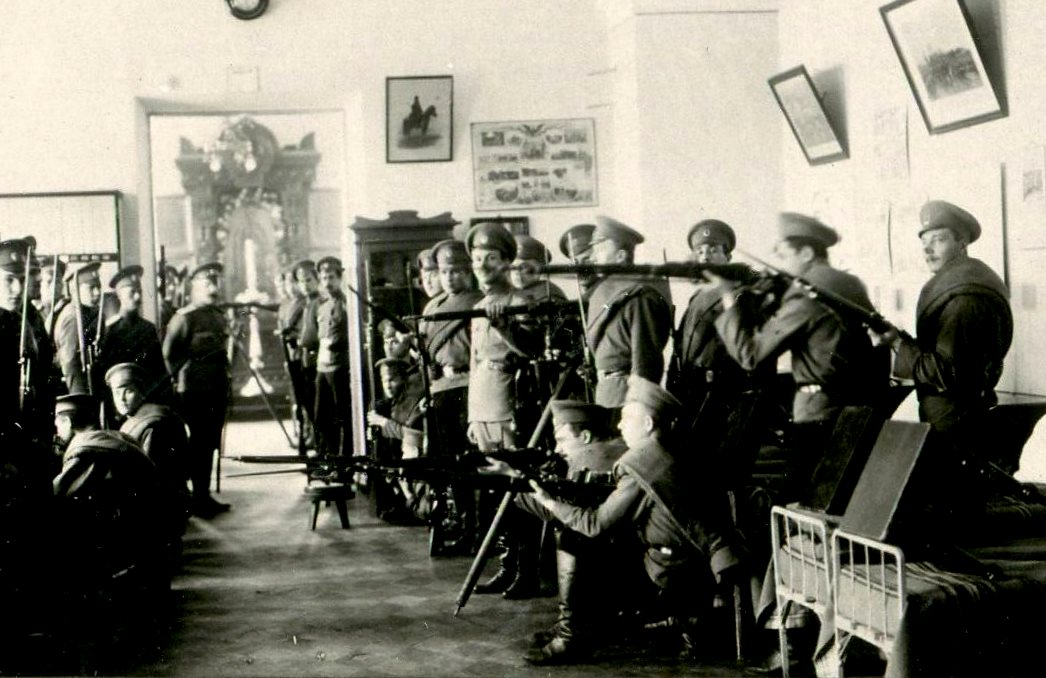
Курсанты Казанского военного училища на занятиях.

Казанское военное училище (до 1 сентября 1909 года именовалось как Казанское пехотное юнкерское училище) — военно-учебное заведение Русской армии Вооружённых сил Российской империи, готовившее офицеров пехоты.
Училищный праздник: 22 октября. Вплоть до расформирования, 6 ноября 1917 года, училище дислоцировалось на территории Казанского Кремля.

## История
Училище было образовано 1 сентября 1866 года (на основании приказа по военному ведомству от 20 сентября 1864 за № 285) при штабе Казанского военного округа штатом в 200 человек (2 роты). Готовило офицеров для двух дивизий, расквартированных  в округе, а также обучало юнкеров из войск Московского округа, которые за отсутствием вакансий не могли быть приняты в Московское юнкерское училище. Начальником училища был назначен батальонный командир Александровского военного училища подполковник А. В. Лобода.
В 1870 году штат училища был увеличен до 300 юнкеров, к 1876 году доведен до 400 юнкеров (в составе 4-х рот), а с началом Первой мировой войны — до 600 юнкеров.
За подвиги, совершенные в Русско-турецкой войне 1877—1878 гг., девять выпускников Казанского юнкерского училища были удостоены ордена Святого Георгия. В 1903 году юнкерскому училищу было пожаловано Знамя. За проявленный героизм в Русско-японской войне 1904—1905 гг. 14 выпускников юнкерского училища были удостоены ордена Святого Георгия.
В 1909 году Казанское юнкерское училище трансформируется в военное. Вплоть до расформирования 6 ноября 1917 года училище находилось на территории Казанского Кремля. За годы деятельности из стен училища вышло около 25 тысяч офицеров.

## Обучение
Обучение продолжалось два года (с 1879 год по 1886 год действовал ещё и подготовительный класс). Учебный курс состоял из двух классов:
- младшего (общего);
- старшего (специального).

В 1901 году училище было переведено на трехгодичное обучение (два специальных класса и один общий). Имевшие аттестаты об окончании средних учебных заведений (семи- и восьмиклассных гимназий и реальных училищ) могли поступать прямо в старший класс, остальные шли в младший класс либо с проверочным экзаменом по русскому языку (прошедшие шесть классов средних учебных заведений), либо с экзаменами по особым облегченным программам (не имевшие этого образовательного ценза). С 1869 года принимались на обучение и призванные по набору унтер-офицеры, прослужившие в звании не менее трёх месяцев, получившие одобрение начальства и выдержавшие вступительный экзамен по пяти предметам.
Окончивших курс по I разряду выпускали в полки прапорщиками (с 1881 года — подпоручиками); по II разряду — подпрапорщиками — их производили в офицеры не иначе как по представлению непосредственного начальства не ранее как в следующем за выпускным году и только при наличии вакансий; по III разряду — унтер-офицерами с правом производства в офицеры на вакансии, но не ранее года службы.

## Форма одежды
Погоны алые со светло-синей выпушкой.

## Здание
Корпус училища, памятник архитектуры русского классицизма, расположен вдоль проезда, ведущего внутри Кремля от Спасской до Тайницкой башни. Здание построено в 1840-х годах как казармы военных кантонистов архитектором П. Г. Пятницким. В 1861 казармы переданы училищу военного ведомства, преобразованному в 1866 году в Казанское юнкерское училище. Кирпичное здание первоначально двухэтажное, в советское время было надстроено третьим этажом и оштукатурено.

## Наследие
В феврале 1919 года на базе расформированного Казанского военного училища были сформированы 1-е Казанские мусульманские пехотные командные курсы, но уже в апреле их пришлось отправить на Восточный фронт. 25 июля 1919 года были созданы 2-е Казанские мусульманские пехотные командные курсы, а 1 октября 1920 года на их базе были сформированы 16-е Казанские мусульманские пехотные командные курсы. В декабре 1922 года Главным управлением вузов было принято решение о расформировании мусульманских курсов.
В 1923 году на базе расформированных курсов была создана 6-я объединённая татаро-башкирская командная школа. 16 марта 1937 года она была переименована в Казанское пехотное училище имени ЦИК Татарской АССР, а в марте 1939 года — в Казанское пехотное училище имени Верховного Совета Татарской АССР. В 1941 году это училище было преобразовано в Казанское танковое училище.

## Начальники училища
- на 01.02.1865 — подполковник П. П. Ваксмут
- на 01.02.1866 — подполковник А. В. Лобода
- 28.07.1867 — 16.03.1876 — подполковник (с 30.08.1867 полковник) М. А. Нарбут
- 16.03.1876 — 02.10.1877 — полковник А. Е. Алексеев
- 02.10.1877 — 06.10.1883 — полковник М. В. Дженеев
- 17.12.1884 — 27.05.1887 — полковник К. И. Радзишевский
- 09.07.1887 — 16.03.1893 — полковник И. И. Защук
- 23.03.1893 — 31.12.1898 — полковник В. П. Асеев
- 22.01.1899 — хх.хх.1904 — полковник Л. Н. Аргентов
- 16.04.1904 — 08.12.1908 — полковник Н. И. Геништа[9]
- 08.12.1908 — 06.11.1917 — полковник (с 18.04.1910 генерал-майор) В. И. Кедрин[10]

## Выпускники училища

### Выпускники училища — кавалеры ордена Св. Георгия

#### Русско-турецкая война (1877—1878)
- Зыков, Виктор Павлович — поручик, Кутаисский 158-й пехотный полк (выпуск 1874 года)
- Архангельский 2-й, Дмитрий Николаевич — поручик, Кутаисский 158-й пехотный полк (выпуск 1875 года)
- Колпиков, Иван Васильевич — подпоручик, Крымский 73-й пехотный полк (выпуск 1876 года)
- Смирнов, Иван Николаевич — подпоручик, Дербентский 154-й пехотный полк (выпуск 1876 года)
- Дыньков, Александр Петрович — штабс-капитан, Кутаисский 158-й пехотный полк (выпуск 1872 года)
- Тхоржевский, Корнелий Владиславович — поручик, Кутаисский 158-й пехотный полк (выпуск 1876 года)
- Моисеев, Константин Алексеевич — капитан, Абхазский 160-й пехотный полк (выпуск 1868 года)
- Сырнев, Александр Петрович — поручик, Калужский 5-й пехотный полк (выпуск 1875 года)
- Добржинский, Дионисий Антонович — штабс-капитан, Ревельский 7-й пехотный полк (выпуск 1871 года)

#### Русско-японская война
- Коченгин, Павел Фортунатович — подполковник, Восточно-Сибирский 19-й стрелковый полк (выпуск 1882 года)
- Флоров, Александр Николаевич — поручик, Восточно-Сибирский 25-й стрелковый полк (выпуск 1894 года)
- Ясевич, Игнатий Андреевич — поручик, Восточно-Сибирский 13-й стрелковый полк (выпуск 1896 года)
- Афанасьев, Александр Парамонович — поручик, Восточно-Сибирский 13-й стрелковый полк (выпуск 1897 года)
- Лентионов, Иван Петрович — подпоручик, Восточно-Сибирский 13-й стрелковый полк (выпуск 1902 года)
- Лисаевский, Василий Фёдорович — подполковник, Восточно-Сибирский 13-й стрелковый полк (выпуск 1868 года)
- Тихомиров, Николай Иванович — полковник, Вильманстрандский 86-й пехотный полк (выпуск 1875 года)
- Молотков, Александр Афанасьевич — полковник, Островский 100-й пехотный полк (выпуск 1878 года)
- Перлик, Иван Максимович — капитан, Восточно-Сибирский 10-й стрелковый полк (выпуск 1889 года)
- Азаров, Сергей Николаевич — капитан, Прагский 58-й пехотный полк (выпуск 1882 года)
- Сухорский, Михаил Антонович — капитан, Сибирский Барнаульский полк (выпуск 1879 года)
- Полянский, Алексей Сергеевич — подполковник, Черноярский 282-й пехотный полк (выпуск 1877 года)
- Глазырин, Роман Павлович — капитан, Восточно-Сибирский 36-й пехотный полк (выпуск 1884 года)
- Костюшко-Валюжинич, Антон Иванович — поручик, Восточно-Сибирский 5-й стрелковый полк (выпуск 1898 года)